# Ladislav Štovčík
Ladislav Štovčík [ladislau štoučík] (* 13. března 1950, Poproč (okres Rimavská Sobota)) je bývalý slovenský fotbalista, obránce.

## Fotbalová kariéra
Hrál za VSS Košice (1969-1977). Byl členem mládežnických a juniorských reprezentačních výběrů, stal se mistrem Evropy do 23 let. V lize odehrál 106 utkáni. V Poháru UEFA nastoupil ke 4 utkáním.

## Ligová bilance
| Ročník                                   | Zápasy | Góly | Klub       |
| ---------------------------------------- | ------ | ---- | ---------- |
| 1. československá fotbalová liga 1969/70 | 14     | 0    | VSS Košice |
| 1. československá fotbalová liga 1970/71 | 4      | 0    | VSS Košice |
| 1. československá fotbalová liga 1971/72 | 19     | 0    | VSS Košice |
| 1. československá fotbalová liga 1972/73 | 26     | 0    | VSS Košice |
| 1. československá fotbalová liga 1973/74 | 14     | 0    | VSS Košice |
| 1. československá fotbalová liga 1974/75 | 5      | 0    | VSS Košice |
| 1. československá fotbalová liga 1975/76 | 10     | 0    | VSS Košice |
| 1. československá fotbalová liga 1976/77 | 14     | 0    | VSS Košice |
| CELKEM                                   | 106    | 0    |            |